# 王文灵
王文灵（1966年10月—），男，汉族，江西上高人，中华人民共和国政治人物，曾任全国社会保障基金理事会副理事长、党组成员。